# Бёрлингтонский клуб изящных искусств
Бёрлингтонский клуб изящных искусств (BFAC) (англ. Burlington Fine Arts Club) — аристократический клуб любителей искусств, художников и коллекционеров, существовавший в 1866—1952 годах в Лондоне по адресу Сэвил-Роу, 17.

## История
Клуб берёт начало от неформального объединения любителей искусства, основанного Джоном Чарльзом Робинсоном. В 1856 году члены клуба собирались в Мальборо-Хаусе, а с 1857 года — в Южном Кенсингтоне. Где было построено специальное здание. В 1866 году клуб был официально зарегистрирован, хотя неформальные встречи продолжались отдельно до 1874 года, используя здание Бёрлингтона в качестве главной резиденции.
С 1866 по 1869 год клуб занимал три верхних этажа дома 177 по Пикадилли, после чего участники переехали в здание на Сэвил-Роу, где и оставались до конца существования клуба. Целью организации было создание атмосферы джентльменского клуба для тех, кто интересуется искусством, а также предоставлялась возможность выставок для художников-любителей.
Среди членов клуба были известные художники Джеймс Макнил Уистлер, Данте Габриэль Россетти, Уильям Майкл Россетти, Эдвин Лаченс, а также Джон Рёскин и известный коллекционер искусства Генри Воган, подаривший стране картину Констебла «Воз сена».
Вторая мировая война стала тяжелым испытанием для клуба «Б`рлингтон», его последняя выставка прошла незадолго до начала войны в 1939 году. После войны, с сокращением числа членов, комитет клуба более не мог позволить себе арендовать помещения. Была предпринята попытка собрать средства для переезда клуба на Грейт-Камберленд-Плейс, но она провалилась. В конце 1951 года комитет проголосовал за ликвидацию клуба, который вступил в силу в следующем году.
Активы клуба оценивались примерно в 14 500 фунтов. Поскольку большинство членов отказались от своих прав в акциях клуба, 13 070 фунтов 12 шиллингов 5 пенсов были переданы Национальному фонду художественных коллекций (позднее — Фонду искусств) в память о Бёрлингтонском клубе.